# Heo Yool
Heo Yool (en hangul, 허율; nacida el 29 de agosto de 2009) es una actriz surcoreana.

## Carrera
Se dio a conocer en 2018 con solo nueve años, gracias a su papel coprotagonista, junto a Lee Bo-young, en la serie Mother de tvN. Dada la importancia del personaje, fue elegida al final de una larga serie de audiciones a las que se presentaron alrededor de cuatrocientas aspirantes, y ello a pesar de que carecía de experiencia. Lee elogió durante la presentación de la serie a su compañera de reparto, que se comportó con una madurez impropia de su edad. Mother resultó un éxito de audiencia, considerando que fue emitida en un canal de televisión por cable, y fue galardonada con numerosos premios. Uno de ellos fue precisamente para Heo Yool, mejor actriz revelación en los 54.os Premios Baeksang Arts. Por otra parte, la serie fue invitada al Festival Internacional de Series de Cannes, adonde viajó Heo con otros miembros del reparto.
En el mes de marzo de ese mismo año 2018 firmó un contrato de representación con la por entonces misma agencia de Lee Bo-young, Fly Up Entertainment. No permaneció mucho tiempo en esta, porque en noviembre de 2022 la agencia EL Park anunció que Heo Yool había renovado el contrato que los ligaba.
Su debut en cine llegó en 2020, en el reparto de la película de suspenso y terror The Closet. Su papel es el de Yi-na, la hija del protagonista, interpretado por Ha Jung-woo, el cual tuvo también palabras de elogio para Heo: «me sorprendió mucho ver los cambios psicológicos de Yi-na expresados en la película». 

## Filmografía

### Cine
| Año  | Título     | Hangul | Papel | Notas        | Ref.  |
| ---- | ---------- | ------ | ----- | ------------ | ----- |
| 2020 | The Closet | 클로젯 | Yi-na | Protagonista | [ 8 ] |

### Series de televisión
| Año  | Título                     | Papel                     | Canal   | Notas         | Ref.                 |
| ---- | -------------------------- | ------------------------- | ------- | ------------- | -------------------- |
| 2018 | Mother                     | Kim Hye-na / Kim Yoon-bok | tvN     | Protagonista  | [ 10 ] [ 11 ] [ 12 ] |
| 2018 | The Guest                  | Jung Seo-yoon             | OCN     | Episodios 8-9 | [ 13 ]               |
| 2020 | Sweet Home                 | Kim Soo-young             | Netflix | Serie web     |                      |
| 2021 | River Where the Moon Rises | Wol-i                     | KBS2    |               | [ 14 ]               |
| 2023 | Battle for Happiness       | Ha-yul                    | ENA     |               | [ 15 ]               |

## Premios y nominaciones
| Año  | Premios             | Categoría                            | Papel  | Resultado | Ref.         |
| ---- | ------------------- | ------------------------------------ | ------ | --------- | ------------ |
| 2018 | 54.os Baeksang Arts | Mejor actriz revelación (televisión) | Mother | Ganadora  | [ 3 ] [ 16 ] |